# 莱萨尔克 (洛特省)
莱萨尔克（法語：Les Arques，法語發音：[le.z‿aʁk]）是法国洛特省的一个市镇，位于该省西部，属于卡奥尔区。

## 地理
莱萨尔克（44°36'9"N, 1°15'3"E）面积15.05 平方千米，位于法国奧克西塔尼大區洛特省，该省份为法国西南部内陆省份，北起顺时针与科雷兹省、康塔爾省、阿韦龙省、塔恩-加龙省、洛特-加龍省和多尔多涅省接壤。
与莱萨尔克接壤的市镇（或旧市镇、城区）包括：然杜、古茹纳克、莱尔姆、蒙克莱拉、蒙热斯蒂。
莱萨尔克的时区为UTC+01:00、UTC+02:00（夏令时）。

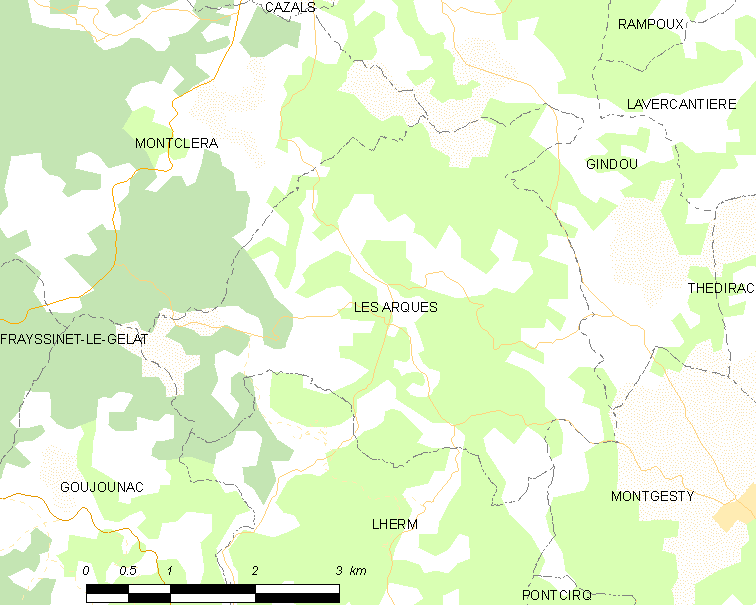
莱萨尔克的OSM定位图

## 行政
莱萨尔克的邮政编码为46250，INSEE市镇编码为46008。

## 政治
莱萨尔克所属的省级选区为皮莱韦克县。

## 交通
洛特省省道D45线、D46线和D150线在境内交汇。

## 人口

1962-2008年间莱萨尔克人口变化图示

莱萨尔克于2022年1月1日时的人口数量为214人。